# 南沙区 (广州市)
南沙区，為广东省广州市市辖区，广州市副中心。辖地原属番禺区，前身为成立于1993年5月12日的广州南沙经济技术开发区，2005年5月升格为广州市辖南沙区。2012年9月6日，成为中华人民共和国设立的第六个国家级新区，亦是首个由地级市自辖的国家级新区。中国（广东）自由贸易试验区于2015年4月挂牌设立，南沙自贸片区面积达60平方公里，為广东省最大者，并在区内分有7个分区，囊括金融、航运等范畴，區人民政府駐凤凰大道1号。
南沙區地處珠江出海口和粵港澳大灣區地理幾何中心，是廣州市唯一的出海通道，也是連接珠江口兩岸城市羣和港澳地區的重要樞紐性節點，境內有珠江三角洲西部唯一的深水碼頭南沙港、中國三大造船基地之一的中船龍穴造船基地。

## 行政区划
南沙区下辖4个街道、6个镇：

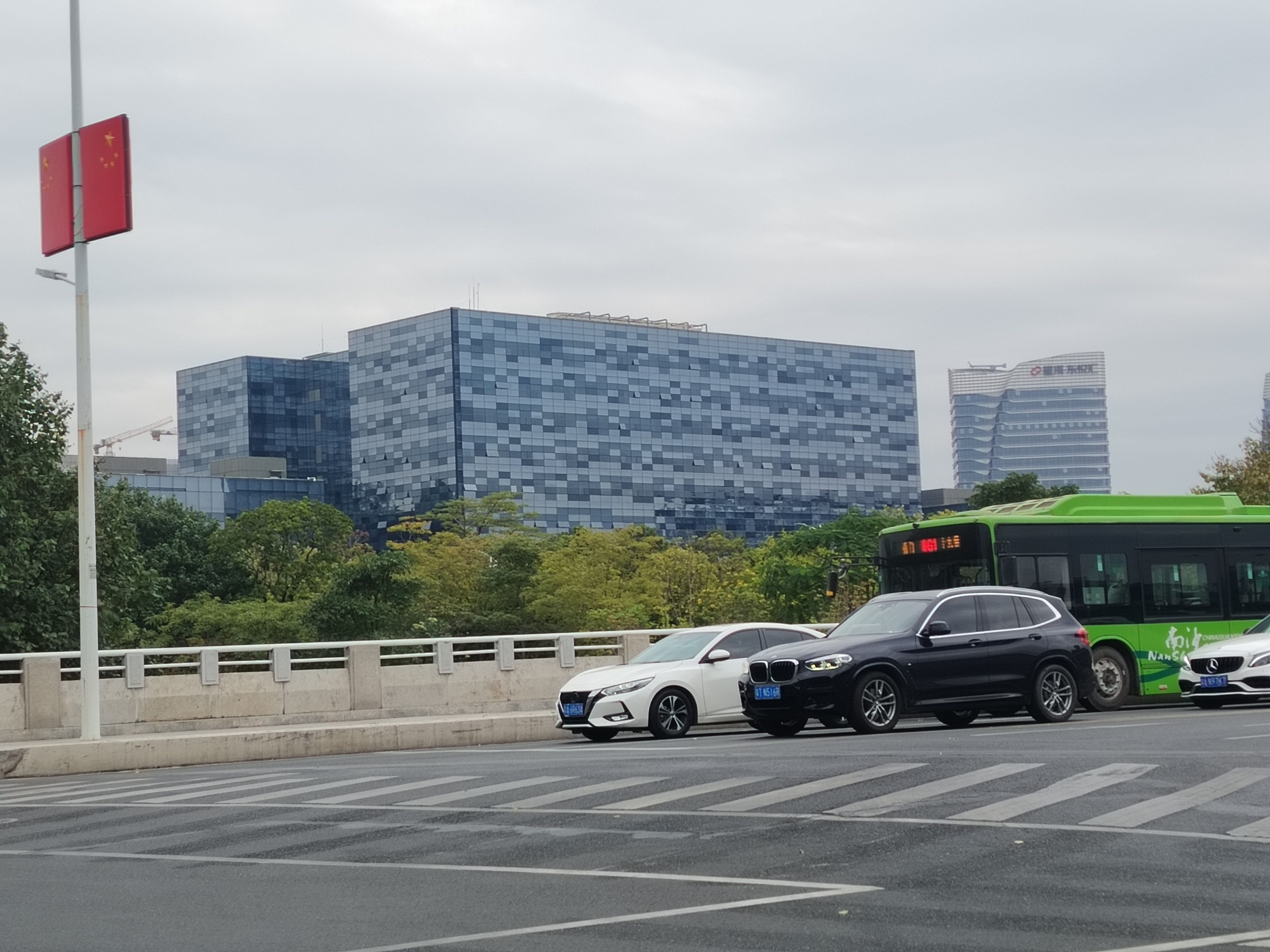
南沙区人民政府

- 街道：南沙街道、珠江街道、龙穴街道、港湾街道
- 镇：万顷沙镇、横沥镇、黄阁镇、东涌镇、榄核镇、大岗镇

## 历史
- 清朝至民國時期，南沙街道、黃閣鎮、萬頃沙鎮等地域分屬東莞縣和香山／中山縣管轄。以上區域在1959年7月劃歸番禺縣。[5]
- 1993年7月8日，广州南沙经济技术开发区在番禺市成立，南沙新区的雏形。
- 2005年4月28日，國務院批准廣州市設立南沙區，在原属番禺区的广州南沙经济技术开发区基礎上整合周邊農村地區，将番禺区的南沙街道、万顷沙镇、横沥镇、黄阁镇，灵山镇[6]的庙南村、七一村和庙青村的部分区域，东涌镇的庆盛村、沙公堡村、石牌村的部分区域划归南沙区管辖組成[7]。
- 2005年9月30日，广州市南沙区人民政府正式挂牌[8]，并于2005年10月12日接管番禺区南沙街道、万顷沙镇、横沥镇、黄阁镇[9]。
- 2012年12月1日，原属番禺区的东涌镇、大岗镇、榄核镇正式划归南沙区管辖[10]。
- 2023年12月28日，广州市南沙区人民政府港湾街道办事处正式挂牌[11][12]。

## 地理
广州市南沙区位於广州市最南部，为广州市“唯一的滨海区”，亦是廣州市與深圳市（宝安区），中山市唯一接壤的區份。珠江口虎门水道的西岸。北接番禺区。全區大部分区域為珠江口围垦沖積平地（滩涂）。2011年，旧南沙區總面積為527.65平方公里，其中，陆域面积339.5平方公里，水域面积188.15平方公里。

## 人口
根據第七次全国人口普查數據，截至2020年11月1日零時，南沙區常住人口846584人。
2010年11月1日，南沙新区常住人口为259899人；常住人口中共有家庭户78518户，家庭户人口为213771人，平均每个家庭户的人口为2.72人；男性人口为142304人，占54.75% ；女性人口为117595人，占45.25%。总人口性别比为121.01。常住人口中，0-14岁人口为31358人，占12.07%；15-64岁人口为213517人，占82.15%；65岁及以上人口为15024人，占5.78%。

## 政治

#### 公安基地
广州市南沙区公安基地，是广州市南沙区看守所、广州市南沙区拘留所的所在地，位于广州市南沙区榄核镇启安街1号，于2020年8月28日开工，2024年7月31日正式开业。

## 經濟

### 地区生產總值（GDP）
- 2002年61.73億元。
- 2003年75.51億元。
- 2004年93.15億元。
- 2005年134.08億元。
- 2006年212.47億元。
- 2007年311.32億元。
- 2008年368.12億元。
- 2009年405.23億元。
- 2010年485.68億元。
- 2013年908.03億元。

### 企业
- 南沙新区主要的规模以上企业有广汽丰田汽车有限公司，广汽丰田发动机有限公司，广州中船龙穴造船有限公司，广州中船远航船坞有限公司，广州黄埔海洋工程有限公司，广州JFE钢板有限公司，建滔化工集团，东方电气（广州）重型机器有限公司，广州海瑞克隧道机械有限公司等。
- 南沙新区属企业有广州南沙资产经营有限公司，广州南沙围垦开发有限公司，广州南沙经济技术开发总公司，广州市国营珠江华侨农工商联合公司，广州南沙城市建设投资有限公司。2012年12月華南地區首個航運交易所廣州航運交易所正式落戶南沙區。

## 交通

### 地铁
- █4号线：东涌站、庆盛站、黄阁汽车城站、黄阁站、蕉门站、金洲站、飞沙角站、广隆站、大涌站、塘坑站、南横站、南沙客运港站

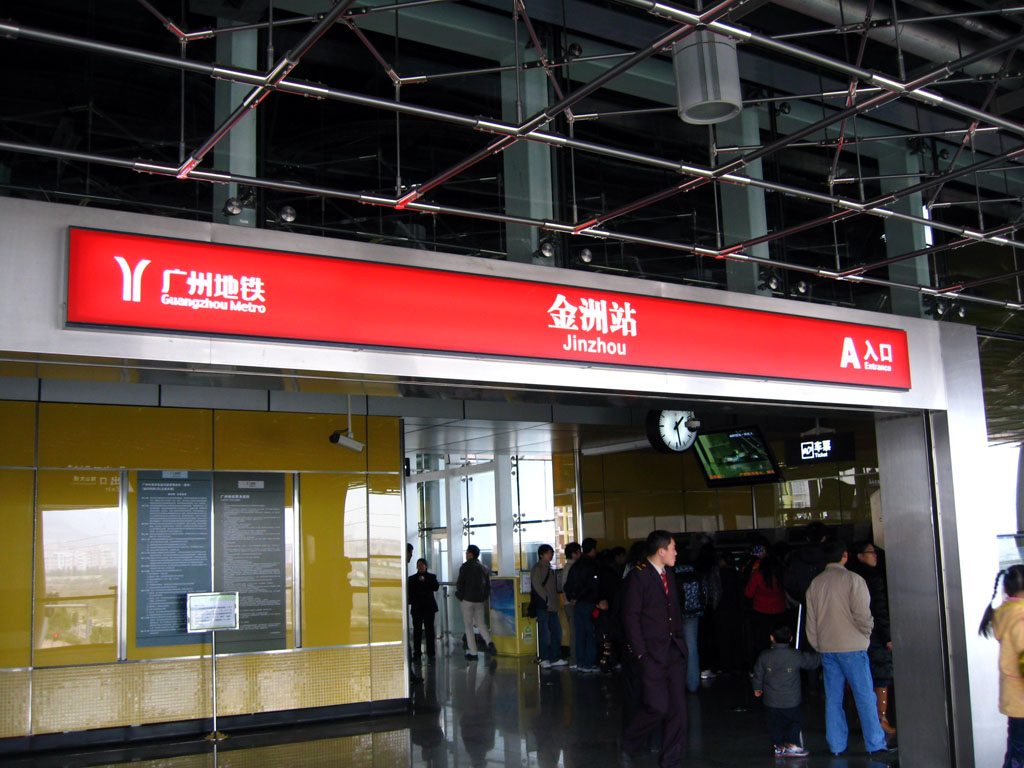
位于南沙新区的广州地铁4号线金洲站

- █18号线：万顷沙站、横沥站

規劃中的15号线經過南沙區內。

### 巴士
南沙区内共有公共汽车路线59条（2015年），村村皆通公交。黄阁汽车城站、蕉门地铁站附近设有大型巴士站，可供地铁换乘。广州巴士有快线至南沙，番禺公交线路、中山公交线路亦延伸至南沙。

### 主干道
南沙港快速路連接廣州市區，广澳高速公路通往珠海，广州南二环高速公路西通佛山，北连番禺。此外地方主干道亦有番禺大道南、港前大道、进港大道、黄阁北路等。

### 高速铁路
现有廣深港高速鐵路慶盛站於該區北部的東涌镇。与广州地铁4号线相接。當局亦有意使深茂高铁在南部万顷沙镇設置南沙站，以體現南沙在珠三角交通運輸中之“樞紐”地位。

### 桥梁
虎門大橋連接珠江對岸的東莞虎門鎮。凫洲大桥通往龙穴岛，小虎一桥、小虎二桥到小虎岛。洪奇沥大桥连接到中山市。南沙大桥从广州南二环高速公路东涌入口连接狮子洋水道彼岸之东莞市，2013年动工，2019年4月2日通车。虎门公铁两用大桥系深茂铁路之附属工程，现时未落成。待深湛铁路深圳—江门段落成后啟用。

### 港口
客运方面，南沙客運港每天有10班船提供往來香港的服務，航行時間約1小時30分鐘。貨運方面，位於深圳西航道末端的南沙新港(龙穴岛货柜码头)一期、二期已相继建成投入服务，还有南偉貨運碼頭和東發貨運碼頭，提供数以几十萬噸计之貨櫃船停泊，为珠三角地区目前仅次于香港国际货柜码头、深圳盐田港码头的“国际亿吨大港”。

## 旅遊

### 名勝古蹟
南沙新区的名胜古迹有南沙天后宮、下橫檔島鴉片戰爭遺蹟、黄阁麦氏大宗祠、龙穴岛三圣宫、龙穴岛張保仔洞、洪圣古庙、小虎海蚀遗迹等。

### 景點
南沙新区的景点有南沙天后宮、大角山蒲州炮台、南沙高爾夫球場、蒲州花園、百萬葵園、南沙湿地公园等。

### 餐饮住宿
南沙著名的宾馆酒店有南沙大酒店、世贸大厦、祈福（南沙）大酒店、南沙海港大酒店。
南沙著名的酒家餐厅有君浩酒家，十二道菜酒家，明记酒家，东昊山庄，亦先后进驻了麦当劳、肯德基与必胜客、真功夫等国际餐饮品牌。
农家乐有龙穴岛度假村。

### 地方特产
- 新垦莲藕（已列入中国地理标志产品）
- 蕉門红蕃薯
- 橫沥甜玉米
- 桂味荔枝
- 大井番石榴
- 万顷沙香蕉
- 番木瓜
- 葵花鸡
- 圍垦青蟹
- 小虎麻蝦

## 教育科研

### 高等院校
- 香港科技大学（广州）

### 科研机构
- 南沙资讯科技园
- 广州中国科学院工业技术研究院
- 广州市香港科大霍英东研究院
- 广州市农业科学研究院
- 南沙科技创新中心

## 著名人物
- 霍英東：是開發南沙區的最大私人投資者，於1986年起開發南沙，并成立「霍英東基金會」，注資興建南沙客運港。另外亦興建南沙天后宮和南沙高爾夫球會，推動旅遊業。
- 冼星海：中国现代著名音乐家，祖籍廣東省番禺縣[註 1]。创作《黄河大合唱》等不朽作品，在中国抗日战争中作出了贡献，被毛泽东誉为「人民音乐家」。